# Alex Hartman
Alexander (Alex) Hartman, né le 3 juillet 1980 et mort le 29 septembre 2019, est un entrepreneur australien,, cofondateur de Spin Lab AG, Président du Digital Strategy Forum du National Museum of Australia, cofondateur du groupe Matilda Media, de Newzulu et de Rightstrade (une plate-forme de distribution de droits audiovisuels et cinématographiques en ligne,). Hartman est un pionnier mondial de la virtualisation, notamment dans la création de musées virtuels. 
En 2008, Hartman a commencé à développer le Digital Museum of Australia, le premier musée virtuel consacré à l'histoire culturelle de l'Australie. En 2016, la famille du pilote de Formule 1, Michael Schumacher, a nommé Hartman au poste de "directeur représentant" de Keep Fighting Foundation et The MS Office.
Depuis 2018, Hartman est devenu cofondateur et directeur exécutif de Spin Lab AG, studio de création et laboratoire numérique spécialisé dans le design, le design et l'activation technologique de la virtualisation numérique, situés en Suisse.
En 2019, la famille du pilote de Formule 1, Ayrton Senna, a nommé Hartman "représentant" de l'Instituto Ayrton Senna pour créer le musée virtuel Senna 360.
Alexander a reçu le "Young Australian of the Year Award" pour ses réalisations professionnelles exceptionnelles en 2001 et la Médaille Pearcey de l'Australian Computer Society pour ses contributions remarquables au secteur australien des technologies de l'information.

## Biographie
Alexander est le président exécutif de Newzulu/Citizenside, une agence de presse participative offrant un contenu d'actualité vidéo et photo, et une technologie sur-mesure dédiée aux diffuseurs, éditeurs et publications du monde entier.
Hartman a été responsable des médias sociaux pour plusieurs célébrités et hommes politiques, dont le Premier ministre australien en 2013.
Newzulu a acquis, en octobre 2014, la société de développement de logiciels Filemobile,,. 
En février 2013, Newzulu annonce une levée de fonds de 11,5 millions de dollars,,,.
Le gouvernement australien a nommé Alexander Hartman directeur du comité du développement et de la recherche industrielle, Président de la Jeunesse du Hub compétences informatiques et Directeur fondateur de Headspace, la Fondation nationale pour la santé mentale de la jeunesse. 
Le 26 février 2015, le procureur général de l'Australie George Brandis a annoncé la nomination de Hartman au Conseil de la National Museum of Australia
À partir d'octobre 2016, Hartman a travaillé pour la fondation Keep Fighting afin de créer un musée virtuel pour Michael Schumacher, légende de la Formule 1. Hartman a également contribué à la création et au développement de Keep Fighting. Jusqu'en juillet 2018, il était développeur principal des applications mobiles officielles de Michael Schumacher, notamment l'application Schumoji et le gestionnaire de médias sociaux. Hartman a créé la première voiture à formule gigapixel au monde, une Ferrari 248 F1, exposée à la Michael Schumacher Private Collection à Cologne.
Il conseille également des entreprises telles que FilmOn.TV, Telstra, Commonwealth Bank of Australia et Gresham Advisory Partners[réf. nécessaire].

## Filmographie
- 1998 : Australian Story – The Next Big Thing[16]
- 1999 : 60 Minutes – Interview with Alex Hartman[17]
- 2008 : House on the Hill[18]
- 2012 : Pemulwuy[19]
- 2012 : My Combat Channel News[20]
- 2012 : Battlecam TV[21]